# Club Deportivo Rastro
Club Deportivo Rastro war die Bezeichnung für eine Fußballmannschaft in der Pionierzeit des mexikanischen Fußballs. Sie war in Guadalajara, der Hauptstadt des Bundesstaates Jalisco, beheimatet und stand unter der Schirmherrschaft des örtlichen Schlachthofs (spanisch Rastro). Daher leitet sich auch ihr Spitzname Los tablajeros (deutsch Die Fleischer) ab. Nicht bekannt ist, ob die Farbe ihrer roten Trikots vom mit einem Schlachthof verbundenen Blut der geschlachteten Tiere inspiriert war. Jedenfalls war die Mannschaft wegen ihrer roten Trikots auch als Los Rojos del Rastro bekannt.
Die Mannschaft nahm in den frühen 1940er-Jahren an den Spielen der Liga de Fútbol de Primera División von Jalisco teil, die in der Saison 1941/42 gewonnen und in der darauffolgenden Saison 1942/43 auf dem zweiten Platz abgeschlossen wurde.

## Erfolge
- Staatsmeister von Jalisco: 1941/42